# Смалево
Смалево — село в Гаврилов-Ямском районе Ярославской области России. Входит в состав Заячье-Холмского сельского округа Заячье-Холмского сельского поселения.

## География
Село находится в юго-восточной части области, в зоне хвойно-широколиственных лесов, на правом берегу реки Сковородки, на расстоянии примерно 6 километров (по прямой) к северо-северо-востоку от города Гаврилов-Ям, административного центра района. Абсолютная высота — 124 метра над уровнем моря.

### Климат
Климат характеризуется как умеренно континентальный, с умеренно холодной зимой и относительно тёплым летом. Среднегодовая температура воздуха — 3 — 3,5 °C. Средняя температура воздуха самого холодного месяца (января) — −13,3 °C; самого тёплого месяца (июля) — 18 °C. Вегетационный период длится около 165—170 дней. Годовое количество атмосферных осадков составляет 500—600 мм, из которых большая часть выпадает в тёплый период.

## История
Церковь села Смалева была построена в середине XVIII века на средства  Ирины Родионовны Мустофиной и заключала в себе два престола: Обновления храма Воскресения Христова и св. апостола Андрея Первозванного. Храм каменный, одноглавый, с ярусной колокольней. В 1903 году при храме открыли церковно-приходскую школу на средства  купца Александра Александровича Бухарина. В советский период в храме находилась ремонтная мастерская.
В конце XIX — начале XX века село входило в состав Еремеевской волости Ярославского уезда Ярославской губернии.
С 1929 года село входило в состав Заячье-Холмского сельсовета Гаврилов-Ямского района, с 2005 года — в составе Заячье-Холмского сельского поселения.

## Население
| 1859 | 1914 | 2007 | 2010 |
| ---- | ---- | ---- | ---- |
| 72   | ↗190 | ↘7   | ↗9   |

### Национальный состав
Согласно результатам переписи 2002 года, в национальной структуре населения русские составляли 100 % из 8 чел.

## Достопримечательности
В селе расположена недействующая Церковь Воскресения Словущего.